# Cerro Patascoy de Santa Lucía
Cerro Patascoy de Santa Lucía är ett berg i Colombia. Det ligger i den sydvästra delen av landet, 500 km sydväst om huvudstaden Bogotá. Toppen på Cerro Patascoy de Santa Lucía är 3 923 meter över havet.
Terrängen runt Cerro Patascoy de Santa Lucía är kuperad åt nordväst, men åt sydost är den bergig. Cerro Patascoy de Santa Lucía är den högsta punkten i trakten. Runt Cerro Patascoy de Santa Lucía är det ganska tätbefolkat, med 149 invånare per kvadratkilometer. Det finns inga samhällen i närheten. I omgivningarna runt Cerro Patascoy de Santa Lucía växer i huvudsak städsegrön lövskog.